# Надежка (Кызылжарский район)
Надежка (каз. Надежка) — село в Кызылжарском районе Северо-Казахстанской области Казахстана. Входит в состав Куйбышевского сельского округа. Код КАТО — 595049300.
На северо-западе села находится озеро Лягушье.

## Население
В 1999 году население села составляло 555 человек (264 мужчины и 291 женщина). По данным переписи 2009 года, в селе проживало 433 человека (216 мужчин и 217 женщин).